# Banda (unità militare)

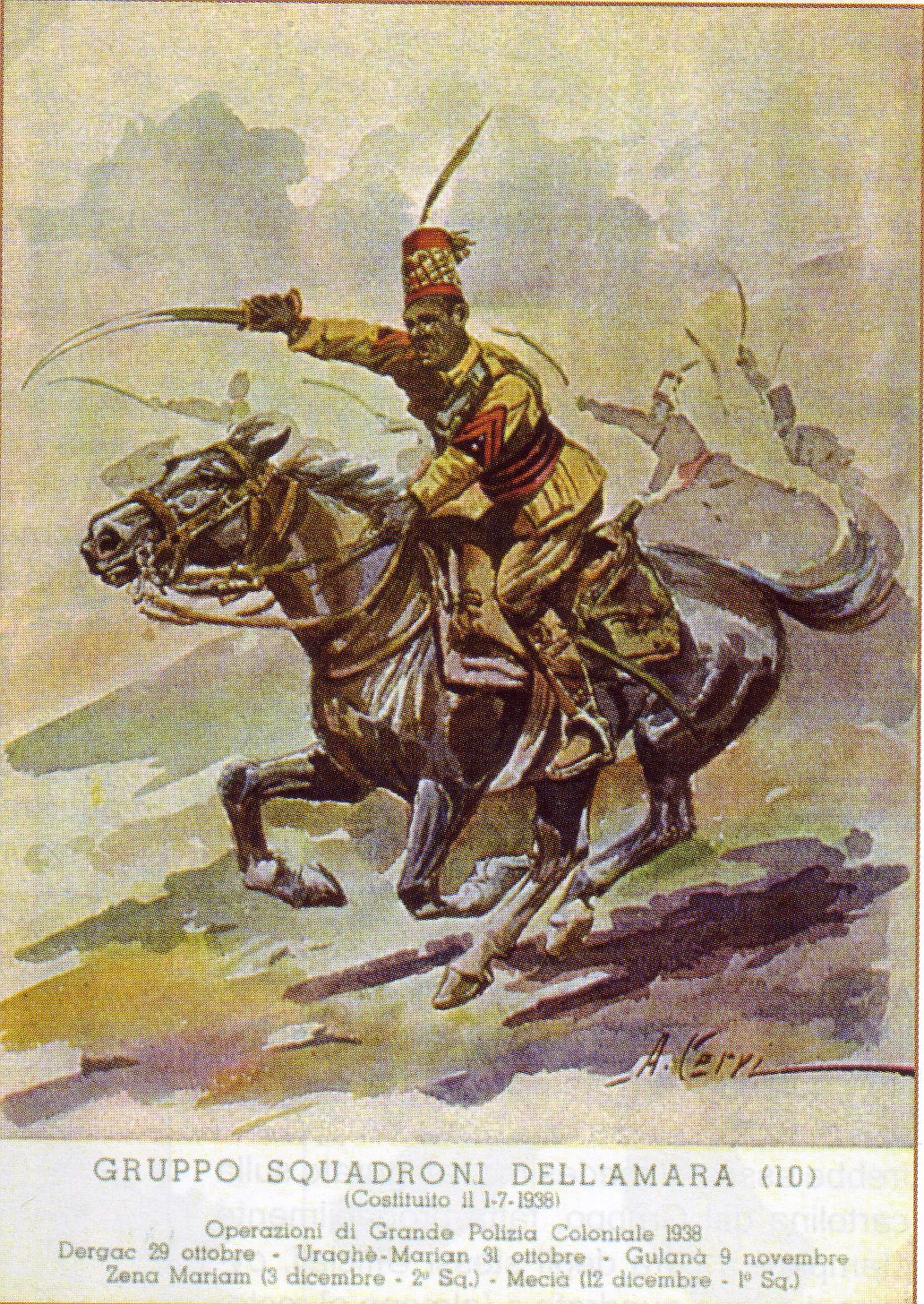
Cartolina celebrativa del Gruppo Squadroni Amhara

La banda era un tipo di unità militare irregolare delle forze armate del Regno d'Italia composta da stranieri e nativi coloniali impiegati come truppe ausiliarie delle forze regolari nazionali e coloniali, e comandati da ufficiali e sottufficiali italiani.

## Storia
Una delle prime formazioni venne creata in Eritrea dall'avventuriero albanese Sagiak Hassan nella seconda metà del XIX secolo. I primi ausiliari di questa natura arruolati dal Regio Esercito ebbero origine da una forza mercenaria araba (yemeniti e africani del Corno d'Africa e Sudan) già al servizio dell'Impero ottomano e dell'Egitto e chiamati Basci-buzuk. Nel 1885 il colonnello italiano Tancredi Saletta, primo ufficiale comandante delle truppe italiane impegnate nell'impresa coloniale dell'Eritrea, li arruolava al servizio dell'Italia.
In quanto irregolari armati, le bande erano in grado di svolgere compiti per i quali le forze regolari erano inadatte, e ad un costo economico (ma anche politico) enormemente più basso. Inizialmente le Bande si distinsero nella conquista della Libia italiana, ma furono molto importanti nella "pacificazione" della Somalia italiana. Un gruppo importante fu quello che operò nell'Etiopia settentrionale tra il 1937 ed il 1940: il Gruppo Bande irregolari "Uollo Ambassel". Il più famoso fu il "Gruppo Bande Amhara" di Amedeo Guillet, che lottó principalmente in Eritrea nel 1941.
Mentre la maggior parte delle bande furono reclutate nelle varie colonie italiane in Africa, queste unità furono anche create quali unità ausiliarie, durante la Seconda guerra mondiale in Albania e nei territori occupati dell'ex Regno di Jugoslavia.

## Caratteristiche
La banda era approssimativamente un'unità delle dimensioni di una compagnia (100-200 uomini). L'unità superiore, delle dimensioni normalmente di battaglione (ma a volte un pieno reggimento o brigata), era il "gruppo bande" (fanteria) o il "gruppo squadroni" (cavalleria). La "milizia" invece, un'unità reggimentale, apparve brevemente in uso nei Balcani durante l'epoca fascista.
Il singolo componente della "banda" è detto "gregario".

## Formazioni famose

### Gruppo Bande Amhara

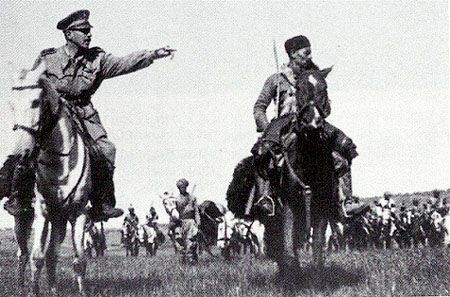
Amedeo Guillet alla guida del suo Squadrone

Il Gruppo Bande a Cavallo Amhara fu una formazione militare di cavalleria (un gruppo squadroni) (in realtà un gruppo misto di cavalieri, fanti e cammellieri delle dimensioni di una "piccola brigata") del Regio Esercito italiano composta di appartenenti all'etnia etiope Amhara (nonché di elementi di provenienza eritrea e yemenita) e costituita fra il 1º luglio 1938 ed il febbraio 1940 nei territori coloniali dell'Africa Orientale Italiana per iniziativa del Duca d'Aosta. Il gruppo, forte di 1700 uomini, fu affidato al comando del tenente Amedeo Guillet, noto come il Comandante Diavolo, il quale aveva avuto l'idea di arruolare i più valenti fra gli uomini del negus Hailé Selassié, che si opponeva in armi all'occupazione.

### Banda irregolare cosacca
Durante la campagna di Russia, a metà luglio 1942, fu costituito il Gruppo squadroni cosacchi "Maggiore Campello", posto alle dipendenze dell'Ufficio informazioni dell'8ª Armata o ARMIR. I quadri dell'unità erano costituiti da ufficiali e sottufficiali cosacchi cui fu riconosciuto il grado ricoperto nell'Armata Rossa. Il Gruppo squadroni fu impiegato sia in operazioni esplorative, proprie della cavalleria leggera, sia in incursioni offensive in territorio nemico, fino a quando nel gennaio 1943 Campello fu ferito e riportato in Italia. Tra febbraio e marzo, ripianate le perdite con nuovi volontari raccolti sia nei campi di concentramento che tra i civili, il gruppo squadroni fu riordinato in Gruppo Cosacchi "Savoia", poi ridenominato Banda irregolare cosacca, affidata al capitano Giorgio Stavro Santarosa. Seguendo le sorti dell'ARMIR, ai primi di giugno giunse in Italia e fu acquartierato a Macaccari, in provincia di Verona. Destinata alla 9ª Armata in Albania, la banda fu sorpresa ancora in Italia dall'armistizio di Cassibile e di conseguenza sciolta. Il personale confluì nelle analoghe unità tedesche o si unì alla resistenza.

### La banda nella Regia Marina
Non solo il Regio Esercito impiegò diffusamente le bande ma anche altre forze e corpi armati dello Stato italiano fecero lo stesso. La Banda nº 9 "della Marina", formata da greco-ortodossi e giovani italiani delle comunità locali della Dalmazia, fu costituita a Zara italiana sotto il controllo della Regia Marina. Questi ausiliari navali combatterono a fianco di una compagnia di marò italiani distaccati dal Reggimento "San Marco" nel periodo 1941-43.